# Muhammad ibn Saʿd
Muhammad ibn Saʿd arabisch محمد بن سعد بن منيع البصري، أبو عبد الله, DMG Muḥammad b. Saʿd b. Manīʿ al-Baṣrī, Abū ʿAbd Allāh (geb. 784 in Basra; gest. 845 in Bagdad) war ein arabischer Historiker und bekannter Schüler von al-Wāqidī.

## Leben
Über sein Leben ist nur wenig bekannt. In seinen jungen Jahren lebte er eine Zeitlang in Medina, schloss sich später dem Kreis des Historikers und maghazi-Autors al-Wāqidī in Bagdad an und war dessen Sekretär. Er ist dadurch auch als „der Schreiber von al-Wāqidī“ katib al-Waqidi / كاتب الواقدي / kātibu l-Wāqidī bekannt geworden. Er studierte auch die koranischen Lesarten, die sog. ḥurūf im Kreis seines Lehrers. Sein Buch über die Prophetenbiographie geht überwiegend auf die Schriften von al-Wāqidī und auf die Prophetenbiographie von Ibn Ishāq in einer heute nicht mehr vorliegenden Rezension zurück, die er mit weiteren Berichten zu ergänzen wusste. Die Traditionarier und Hadith-Kritiker haben ihn als glaubwürdigen Überlieferer der Aussagen von Mohammed anerkannt.

## Werke

### Das große Klassenbuch
Sein Hauptwerk ist das Kitāb aṭ-Ṭabaqāt al-kabīr (كتاب الطبقات الكبير / ‚Das große Klassenbuch‘), dessen erster Teil eine ausführliche Biographie des Propheten Mohammed darstellt. Deshalb wird es auch als achbar an-nabiy / أخبار النبي / aḫbār an-nabiy / ‚die Berichte über den Propheten‘ genannt, die er mit den Biographien der Gefährten und ihrer Nachfolger bis zum Jahr 844–845 ergänzte. Das Vorbild dafür war ein gleichnamiges Buch von al-Waqidi, das nicht mehr erhalten ist. Das Werk ist in der Rezension seines Schülers Ibn Abi Usama (gest. 895 in Bagdad) in mehreren Abschriften erhalten. In einer weiteren Rezension ist das Werk im frühen 11. Jahrhundert von Ibn ʿAbd al-Barr im islamischen Spanien benutzt worden. at-Tabarī wertete seine Berichte in seiner Weltgeschichte aus.
Einige Abschnitte, die Ibn Sa'd lediglich mit den Namen der zu beschreibenden Personen versah, wurden von seinen Schülern ausgefüllt. Einer von ihnen, al-Husain ibn Fahm (gest. 902), hat sogar für ihn eine Eintragung gemacht: „Mohammed ibn Sa'd, der Schüler von al-Waqidi […] ist derjenige, der dieses Buch, das Klassenbuch, verfasst, hergestellt und mit Kapiteln versehen hatte und was man (heute) nach ihm überliefert“.
Die Herausbildung dieser Gattung der Historiographie, die sich unmittelbar an die sira- und maghazi-Literatur anschließt, war ursprünglich nicht als Handbuch für die Traditionskritik gedacht, sondern als Quelle der frühislamischen Geschichte – dargestellt in den Biographien der ersten muslimischen Generationen zunächst in Mekka und Medina und dann, chronologisch und geographisch geordnet, in den eroberten Provinzen.
Dieses umfassende Werk ist in der Anordnung des Originals von Eduard Sachau unter der Mitwirkung deutscher Orientalisten in acht Bänden mit einem Registerband herausgegeben worden:
„Ibn Saad: Biographien Muhammeds, seiner Gefährten und der späteren Träger des Islams bis zum Jahre 230 der Flucht“. Unter der Titelvariante at-tabaqat al-kubra / الطبقات الكبرى / aṭ-ṭabaqāt al-kubrā / ‚Das große Klassenbuch‘ ist es im Orient mehrfach, zuletzt 1968 in Beirut, nachgedruckt worden.
Eine bis dahin unbekannte Handschrift des Werkes, die die Biographien der Nachfolger der Prophetengefährten und ihrer Nachkommen, die in Medina lebten, ergänzt, ist unter dem Titel al-qism al-mutammim li-tabi'i ahl al-Madina wa-man ba'dahum / القسم المتمم لتابعي أهل المدينة ومن بعدهم / al-qism al-mutammim li-tābiʿī ahl al-madīna wa-man baʿda-hum im Jahre 1987 in Medina publiziert worden.
Das Werk ist gemäß dem Original wie folgt aufgeteilt:
- Band I. Teil 1: Biographie Muhammeds bis zur Flucht. (Hrsg. Eugen Mittwoch) Digitalisat; Teil 2: Biographie Muhammeds. Ereignisse seiner medinensischen Zeit, Personalbeschreibung und Lebensgewohnheiten. (Hrsg. Eugen Mittwoch und Eduard Sachau). Digitalisat
- Band. II. Teil 1: Die Feldzüge Muhammeds. (Hrsg. Josef Horovitz) Digitalisat; Teil 2: Letzte Krankheit, Tod und die Bestattung Muhammeds nebst Trauergedichten über ihn. Biographien der Kenner des kanonischen Rechtes und des Korans, die zu Lebzeiten des Propheten und in der folgenden Generation in Medina gewirkt haben (Hrsg. Friedrich Schwally). Digitalisat
- Band. III. Teil 1: Biographien der mekkanischen Kämpfer Muhammeds in der Schlacht bei Bedr. (Hrsg. Eduard Sachau); Teil 2: Biographien der medinischen Kämpfern Muhammeds in der Schlacht bei Bedr. (Hrsg. Josef Horovitz). Digitalisat der beiden Teile
- Band IV. Teil 1: Biographien der Muhāǧirūn und der Anṣār, die nicht bei Bedr mitgefochten, sich aber früh bekehrt haben, alle nach Abessinien ausgewandert sind und dann an der Schlacht bei Ohod teilgenommen haben. (Hrsg. Julius Lippert); Teil 2: Biographien der Genossen, die sich noch vor der Eroberung Mekkas bekehrten, dem letzten Termin, wo ein Islam noch freiwillig und besonders verdienstvoll war (Hrsg. Julius Lippert). Digitalisat der beiden Teile
- Band V: Die Biographien der Nachfolger in Medina, sowie der Gefährten und der Nachfolger in dem übrigen Arabien. (Hrsg. K. V. Zetterstéen). Digitalisat
- Band VI: Biographien der Kufier. (Hrsg. K. V. Zetterstéen). Digitalisat
- Band VII. Teil 1: Biographien der Basrier. (Hrsg. Bruno Meissner); Teil 2: Biographien der Basrier von der dritten Klasse bis zum Ende und der Traditionarier in anderen Teilen des Islams. (Hrsg. Eduard Sachau). Digitalisat der beiden Teile
- Band VIII: Biographien der Frauen. (Hrsg. Carl Brockelmann). Digitalisat
- Band IX: Indices, Teil I: Personen Digitalisat; Teil II: Orts- und Völkernamen, Prophetenworte, Satzanfänge, Reime, Koranverse. Digitalisat
- Digitalisate aller Bände

Alle Bände enthalten kritische Anmerkungen zur Quellenedition und eine inhaltliche Kurzfassung der Biographien in deutscher Sprache.

### Weitere Werke
Das kitab at-tabaqat as-saghir / كتاب الطبقات الصغير / kitāb aṭ-ṭabaqāt aṣ-ṣaġīr / ‚Das kleine Klassenbuch‘ verfasste Ibn Sa'd wahrscheinlich vor seinem oben genannten Werk. Bei Ibn an-Nadim wird ein kitab al-hiyal / كتاب الحيل / kitāb al-ḥiyal, ein Buch über „Rechtskniffe“ in der islamischen Jurisprudenz genannt, das nicht mehr erhalten ist.